# Campionati europei di atletica leggera 2014 - Lancio del disco femminile
La competizione si è svolta tra il 15 ed il 16 agosto 2014.

## Podio
| Pos.    | Atleta               | Nazionalità | Misura  |
| ------- | -------------------- | ----------- | ------- |
| Oro     | Sandra Perković      | Croazia     | 71,08 m |
| Argento | Mélina Robert-Michon | Francia     | 65,33 m |
| Bronzo  | Shanice Craft        | Germania    | 64,33 m |

## Record
Prima di questa competizione, il record del mondo (RM), il record europeo (EU) ed il record dei campionati (RC) sono i seguenti:
| Record                | Prestazione | Atleta                        | Data                                       | Competizione            |
| --------------------- | ----------- | ----------------------------- | ------------------------------------------ | ----------------------- |
| Record mondiale       | 76,80 m     | Gabriele Reinsch Germania Est | 9 luglio 1988 Neubrandenburg, Germania Est |                         |
| Record europeo        | 76,80 m     | Gabriele Reinsch Germania Est | 9 luglio 1988 Neubrandenburg, Germania Est |                         |
| Record dei campionati | 71,36 m     | Diana Sachse Germania Est     | 28 agosto 1986 Stoccarda, Germania Ovest   | Campionati europei 1986 |

## Programma
| Data           | Ora   | Turno                   |
| -------------- | ----- | ----------------------- |
| 15 agosto 2014 | 10:10 | Qualificazioni gruppo A |
| 15 agosto 2014 | 11:30 | Qualificazioni gruppo B |
| 16 agosto 2014 | 16:45 | Finale                  |

## Risultati

### Qualificazioni
L'accesso alla finale era riservato ai concorrenti con una misura di almeno 57,50 m (Q) o, in mancanza di dodici di questi, ai primi dodici della qualificazione (q).
| Pos. | Gruppo | Atleta                   | Paese      | 1ª prova | 2ª prova | 3ª prova | Risultato | Note |
| ---- | ------ | ------------------------ | ---------- | -------- | -------- | -------- | --------- | ---- |
| 1    | B      | Sandra Perković          | Croazia    | 63,93 m  |          |          | 63,93 m   | Q    |
| 2    | A      | Mélina Robert-Michon     | Francia    | 63,62 m  |          |          | 63,62 m   | Q    |
| 3    | A      | Shanice Craft            | Germania   | 61,88 m  |          |          | 61,88 m   | Q    |
| 4    | B      | Anna Rüh                 | Germania   | 59,84 m  |          |          | 59,84 m   | Q    |
| 5    | B      | Zinaida Sendriūtė        | Lituania   | 56,76 m  | 58,69 m  |          | 58,69 m   | Q    |
| 6    | B      | Ekaterina Strokova       | Russia     | 53,86 m  | 58,35 m  |          | 58,35 m   | Q    |
| 7    | A      | Julia Fischer            | Germania   | 57,78 m  |          |          | 57,78 m   | Q    |
| 8    | A      | Julija Mal'ceva          | Russia     | x        | 57,73 m  |          | 57,73 m   | Q    |
| 9    | B      | Eliška Staňková          | Rep. Ceca  | 51,41 m  | 51,61 m  | 55,79 m  | 55,79 m   | q    |
| 10   | B      | Sanna Kämäräinen         | Finlandia  | 54,01 m  | 53,93 m  | 54,64 m  | 54,64 m   | q    |
| 11   | B      | Sofia Larsson            | Svezia     | 54,22 m  | x        | x        | 54,22 m   | q    |
| 12   | A      | Jitka Kubelová           | Rep. Ceca  | 52,52 m  | 49,56 m  | 53,82 m  | 53,82 m   | q    |
| 13   | B      | Valentina Aniballi       | Italia     | 53,60 m  | x        | 51,16 m  | 53,60 m   |      |
| 14   | A      | Irina Rodrigues          | Portogallo | 51,69 m  | 52,53 m  | 51,53 m  | 52,53 m   |      |
| 15   | A      | Julia Wiberg             | Svezia     | x        | 52,40 m  | 50,81 m  | 52,40 m   |      |
| 16   | A      | Dragana Tomašević        | Serbia     | 52,21 m  | x        | x        | 52,21 m   |      |
| 17   | B      | Androniki Lada           | Cipro      | 49,13 m  | x        | 52,18 m  | 52,18 m   |      |
| 18   | A      | Hrisoúla Anagnostopoúlou | Grecia     | x        | x        | 51,08 m  | 51,08 m   |      |
| 19   | A      | Katri Irvonen            | Finlandia  | x        | 50,93 m  | x        | 50,93 m   |      |
| 20   | B      | Grete Etholm             | Norvegia   | 49,31 m  | 50,83 m  | 50,55 m  | 50,83 m   |      |
| 21   | B      | Natalija Fokina-Semenova | Ucraina    | x        | x        | 46,57 m  | 46,57 m   |      |
|      | A      | Sabina Asenjo            | Spagna     | x        | x        | x        | NM        |      |

Legenda:
- x = Lancio nullo;
- - = Passa il turno;
- Q = Qualificato direttamente;
- q = Ripescato;
- NM = Nessun lancio valido;
- DNS = Non è sceso in pedana.

### Finale
La finale si è svolta a partire dalle 16:45 del 16 agosto 2014 ed è terminata dopo un'ora e mezza circa.
| Pos.    | Atleta               | Nazionalità | 1ª prova | 2ª prova | 3ª prova | 4ª prova | 5ª prova | 6ª prova | Misura  | Note                                                       |
| ------- | -------------------- | ----------- | -------- | -------- | -------- | -------- | -------- | -------- | ------- | ---------------------------------------------------------- |
| Oro     | Sandra Perković      | Croazia     | 64,58 m  | 67,37 m  | 68,78 m  | x        | 71,08 m  | x        | 71,08 m | Record nazionale · Miglior prestazione mondiale stagionale |
| Argento | Mélina Robert-Michon | Francia     | 55,08 m  | 62,96 m  | 59,05 m  | 65,33 m  | x        | 62,18 m  | 65,33 m |                                                            |
| Bronzo  | Shanice Craft        | Germania    | 62,36 m  | 64,33 m  | 61,33 m  | 64,01 m  | 62,66 m  | 60,71 m  | 64,33 m |                                                            |
| 4       | Anna Rüh             | Germania    | 62,46 m  | 60,34 m  | 59,46 m  | 60,61 m  | 58,84 m  | 60,96 m  | 62,46 m |                                                            |
| 5       | Julia Fischer        | Germania    | 58,97 m  | 61,20 m  | 55,51 m  | 59,26 m  | x        | x        | 61,20 m |                                                            |
| 6       | Zinaida Sendriūtė    | Lituania    | 57,93 m  | 59,16 m  | 57,07 m  | 60,65 m  | 58,01 m  | 58,26 m  | 60,65 m |                                                            |
| 7       | Sanna Kämäräinen     | Finlandia   | 60,52 m  | 55,53 m  | x        | 58,16 m  | x        | x        | 60,52 m | Miglior prestazione personale                              |
| 8       | Julija Mal'ceva      | Russia      | 60,40 m  | x        | 57,53 m  | x        | 59,09 m  | x        | 60,40 m |                                                            |
| 9       | Ekaterina Strokova   | Russia      | 59,02 m  | 58,91 m  | 59,13 m  |          |          |          | 59,13 m |                                                            |
| 10      | Eliška Staňková      | Rep. Ceca   | 55,88 m  | 52,29 m  | x        |          |          |          | 55,88 m |                                                            |
| 11      | Sofia Larsson        | Svezia      | 51,81 m  | x        | x        |          |          |          | 51,81 m |                                                            |
| 12      | Jitka Kubelová       | Rep. Ceca   | 47,58 m  | 50,54 m  | 50,09 m  |          |          |          | 50,54 m |                                                            |

Legenda:
- x = Lancio nullo;
- - = Passa il turno;
- NM = Nessun lancio valido;
- DNS = Non è sceso in pedana.